# Louis Xavier Auguet de Saint-Sylvain
Louis Xavier Auguet de Saint-Sylvain (Charlieux, departamento de Loira, Francia, 1796 - 1857), militar y aventurero francés, diplomático en la corte del pretendiente Carlos durante la Primera Guerra Carlista.
La ficha de la policía francesa decía de él en 1838: 

"Edad, 42 años. Talla: 1 metro 72 cms.(sic) Cabello y cejas castaños. Frente despejada. Ojos grises. Nariz regular. Barba castaña. Memtón redondo. Señas particulares: habla con volubilidad, fisonomía muy espiritual, pero no muy distinguida; su tez es morena, su persona denota un aire decidido y fino que lo hace notable. Habla a la perfección la lengua española y podría servirse de ella para desviar la atención y evitar el ser reconocido".

Se alistó en 1814 en el ejército francés, emigrando posteriormente a Estados Unidos, Inglaterra y México. No se tienen noticias concretas sobre sus estancias en estos países pero se supone que participó en alguna de las guerras de independencia de las colonias españolas.
En 1833 se estableció en Madrid como librero. Tomó simpatía por el bando carlista que se estaba formando y huyó a Portugal en 1833, poniéndose a disposición del pretendiente Carlos, hermano del difunto Fernando VII, y que pretendía la Corona española, disputándosela a su sobrina, la futura Isabel II. 
Por encargo carlista viajó por Europa difundiendo la noticia de la no aceptación de Carlos como reina de España a su sobrina. También realizó viajes a España, tratando de ganar como adeptos a la causa carlista a militares de alto rango así como a Inglaterra en demanda de prestaciones económicas.
Organizó la huida del Pretendiente desde Inglaterra a través de Francia hasta Navarra en julio de 1834, por lo que recibió de él el título de barón de los Valles, convirtiéndose en su secretario particular, brigadier y ayudante de Campo.
Sobre su participación en el bando carlista publicó Un chapitre de l'histoire de Carles V. París 1835.
Su obra fue traducida tanto al inglés como al alemán también en ese mismo año y al español en 1837.
Fue personaje muy controvertido según se comprueba cuando lo mencionan las personas que lucharon por el pretendiente y que escribieron sus recuerdos sobre esta época.